# ربوبية كلية

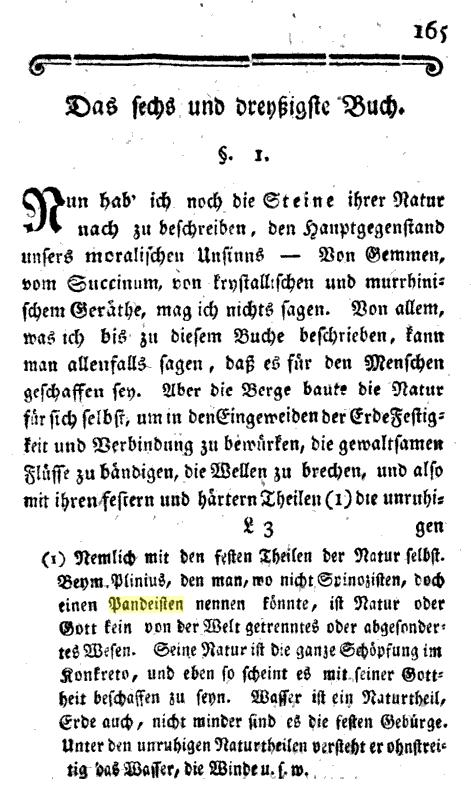

ربوبيّة كلّية PanDeism: وهي تمزج بين فلسفتي “وحدة الوجود” و”الربوبية”. وتعتبر أن الله الذي خلق الكون، بات هو الكون وقد توقّف بالتالي عن كونه إله منفصل عنه بعد الخلق. ولا يتدخل بالتالي في تسييره.
تدعي الربوبية الكلية أنها تجيب مقارنة بالربوبية deism عن سؤال لماذا يخلق الإله كونًا ويتركه سدى، وتجيب مقارنة بمذهب وحدة الوجود أو الواحدية pantheism سؤال نشأة وغاية الكون.[بحاجة لمصدر] كان الكتاب الأكثر شمولا على ربوبية كلية ماكس برنارد اينشتاين في عام 1910. يعتقد أن المصطلح نشأ في نهاية القرن الثامن عشر، وكان أول استعمال للكلمة بمعناها المعاصر في 1859 من قبل الفيلسوف وعالم النفس اليهودي موريتز لازاروس والفيلسوف وعالم اللغة هيرمان شتاينثال Hermann Steinthal 
وقد لاحظ بعض المؤلفين أن هذه النزعة موجودة في آسيا وبالأخص في الأديان المنتشرة في الهند والصين 
وتعتبر الربوبية الكلية نموذج من النزعة الأحادية monism التي ترى أن الخاصية الأساسية في الكون هي الوحدة وليس التنوع.
ويقول مؤلفا كتاب ممارسة الفلسفة:مقدمة عبر تجارب الفكر أن الربوبية الكلية ترى «أن الكون ليس هو الإله فقط، ولكنه شخص» كما اعترض مؤلفون آخرون بأن هذا المصطلح ليس معتمدًا عند المختصين. كما سعى المؤلفون للبحث عن آثار هذه النزعة قديمًا كنزعة قديمة، وألف سكوت آدم مؤخرًا كتاب بقايا الإله: تجربة فكرية God's Debris: A Thought Experiment ادعى فيها أن الإله أفنى نفسه وما تبقى هو جسيمات فيزيائية وقانون الاحتمالات. فحاصل الأمر أن الإله هو مجرد المادة الأولية بداية، ويبدو في الكتاب اعتماد لمذهب العدمية حيث يكون أعلى درجات الوعي هو إدراك أن العقل هو مجرد آلة لإنتاج الوهم

## الشكل الوجودي للربوبية
تقع الربوبية الكلية ضمن التسلسل الهرمي لكل من الفلسفتين، الأحادية (نظرية فلسفية تقول أن الأشياء المتنوعة الموجودة في الكون تتكون من مادة واحدة) والإلحادية في وصفها لطبيعة الخالق. وهي واحدة من عدة أفرع للربوبية: «على مر الزمن، تشكلت عدة مدارس فكرية أخرى تحت مظلة الربوبية من بينها الربوبية المسيحية، والتي تؤمن بالمبدأ الربوبي إلى جانب التعاليم الأخلاقية التي أتى بها السيد المسيح، وتقتضي فكرة الربوبية الكلية في أن الرب أصبح هو الكون كله بذاته، ولم يعد موجودًا بصورة كائن منفصل».

## التبلور

### العالم القديم
تزامنت البذور الأولى للربوبية الكلية مع ظهور مفاهيم الديانات التوحيدية، والتي يمكن الرجوع بها عامّة إلى الديانة الآتونية الخاصة بأخناتون، والبابلية للإله مردوخ. بينما يعتقد البعض بكون الديانة الآتونية توحيدية، إلا أن البعض الآخر يرى أن معتنقيها لم يكونوا موحدين لربهم، إذا يعبدون الإله أخناتون إلى جانب عدم إنكارهم وجود آلهة أخرى. يرى وينشتاين على وجه الخصوص فكرة المادة الأولية المشتقة من روح أصيلة كما وجدت عند المصريين القدماء بكونها شكلًا من أشكال الربوبية الكلية. وجد وينشتاين أيضًا بشكل مشابه أشكالًا مختلفة من الربوبية الكلية ضمن التوجهات الدينية في الصين (خصوصًا الفلسفة الطاوية كما وصفها لاوتزه)، وفي الهند أيضًا، خاصة في الكتاب المقدس «البهاغافاد غيتا»، إضافة إلى العديد من الفلاسفة اليونانيين والرومان.
اعتبر الفيلسوف زينوفانيس من كولوفون والذي يعود إلى القرن السادس قبل الميلاد مفكرًا ربوبيًا كليًا. كتب وينشتاين أن زينوفانيس تحدث عن كونه ربوبيًا كليًا عندما أقر بوجود رب واحد «باقٍ في نفس المكان، لا يتزحزح» كما أنه «يرى في كل مكان، ويفكر في كل مكان، ويسمع في كل مكان». كما رأى بشكل مشابه انعكاس آراء الربوبية الكلية على آراء هيراقليطس والمدرسة الرواقية. كتب وينشتاين عن ارتسام الربوبية الكلية من قبل التلامذة اللاحقين للفيثاغورية الأفلاطونية والأفلاطونية الفيثاغورية. وكان من بينهم فيلسوف القرن الثالث قبل الميلاد خريسيبوس، والذي أكد على أن «الكون هو الرب نفسه، وهو الفيض الكوني لروحه».
وجد برفيسور الدراسات الدينية فرنسيس إدوارد بيترز بأن ما ظهر وسط التقليد الفيثاغوري في الفلسفة، هو وجهة نظر أخرى لعلم النفس والتي تبدو على أنها تدين ولو بشيء بسيط للفلسفة الحيوية الكلية أو الربوبية الكلية التي هي ميراث الشعب الماليتي. من بين الماليتين، لاحظ الباحث الإنجليزي في تاريخ الفلسفة أندرو كويغوري على وجه الخصوص بأن بعض المفاهيم التي تستخدم اللاحقة «-كُليّة» سواء كانت الربوبية الكلية أو وحدة الوجود فإنها تصف الفيلسوف أناكسيماندر بشكل معقول، إلأ أنه يذهب إلى السؤال الذي يطرح نفسه حول فيما إذا كانت نظرة أناكسيماندر التفريقية بين المادة الأولى والكون هي التي جعلت هذه التسميات مترابطة من الأساس. يصف غوتفريد غروس في ترجمته لبلينيوس الأكبر عام 1787 بليني، وهو علّامة من القرن الأول، على أنه «إن لم يكن سبينوزيًا فهو ربوبي كلي».

### من العصور الوسطى إلى عصر التنوير
يدرس وينشتاين أفكار فيلسوف القرن التاسع الميلادي جون سكوتوس أريجينا، والذي اقترح أن «الرب خلق الكون من كيانه الخاص»، واعتبر ذلك شكلًا من أشكال الربوبية الكلية، كان تصور أريجينا للخالق على أنه لا يعرف ماهيته، ويتعلم من خلال عملية الوجود كما مخلوقاته. في عمله العظيم «انقسام الطبيعة» والذي اكتمل في عام 867، طرح أريجينا فكرة أن طبيعة الكون يمكن تقسيمها ضمن أربعة تصنيفات متمايزة:
1. ما يمكنه الخلق وليس بمخلوق
2. ما هو خالق ومخلوق
3. ما هو مخلوق وليس بخالق
4. ما هو غير مخلوق وليس بخالق

المرحلة الأولى هي الرب بكونه البنية أو الأصل لكل شيء؛ الثانية هي عالم المثاليات الأفلاطونية أو المُثُل؛ الثالثة هي المظهر الفيزيائي الكلي للكون، والذي لا يمكنه الخلق؛ الأخير هو الرب بكونه النهاية الأخيرة أو المبتغى من جميع الأشياء، وهو شكل الكمال الذي تعود إليه جميع المخلوقات وبحوزتها المعرفة الإضافية التي اكتسبتها عبر تجربتها في العالم. البيان المعاصر لهذه الفكرة هو: «بما أن الرب ليس بمخلوق، إذًا بالتالي هو غير معقول (مُدرك).. هذا لا يعني فقط عدم قدرتنا على فهمه، بل أيضًا عدم قدرته هو على فهم نفسه. الخلق هو نوع من الجهد الإلهي الذي يقوم به الرب بغية فهمه لنفسه، ولرؤية نفسه في المرآة». اتفق الصحفي الفرنسي جان جاك غابو مع الفكرة، وكتب: «تنبثق فكرة وحدة الوجود أو الربوبية الكلية من عمله، حيث يكمل وحي الأفلاطونية الجديدة صرامة الأرثوذكسية المسيحية». نفى أريجينا عن نفسه إيمانه بوحدة الوجود.
رأى وينشتاين أيضًا أن المفكر الكاثوليكي في القرن الثالث عشر بونافنتورا، والذي ناصر مذهب الأفلاطونية في أن الأفكار لا يمكن لها أن توجد في الطبيعة، إلا أن المُثُل التي تطرح من قبل إله، التي تشكلت الأشياء وفقًا لها، أظهر ميولًا نحو وحدة الوجود. كان بونافنتورا تابعًا للمدرسة الفرانسيسكية التي أسسها ألكساندر الهالسي، وفي الحديث عن إمكانية الخلق من السرمدية، أوضح أن السبب يبرهن بأن الكون لم يُخلق سرمديًا.
عن نقولاس الكوزاني، الذي كتب عن إحساس المخلوق بوجود خالقه، والكشف عن العقل البشري الإلهي في الخلق، كتب وينشتاين بأنه كان على مدىً ما ربوبيًا كليًا. وكما هو الحال بالنسبة لفرانسيس ميركوريوس فان هيلمونت، الذي كتب «الحوار الكاباليستيكي» معتبرًا وجود المادة والروح بشكل مستمر، ومعتبرًا المادة جمعًا من الواحدات، وجد وينشتاين أيضًا كون ذلك شكلًا من الربوبية الكلية. وجد وينشتاين بأن الوجودية كانت تُطرح بكثرة ضمن التعاليم التي صاغها جيوردانو برونو، والذي تصور وجود إله ليس له تعلق بجانب ما من الكون اللامتناهي أكثر من الآخر، وأنه كان محايثًا، أي أن وجوده على الأرض كوجوده في السماء، واضعًا ذاته ضمن تعددية الوجود. أعيد تكرار الفكرة ذاته من قبل آخرين بمن فيهم محرر صحيفة «ديسكوفر» كوري بويل، والذي كتب بأن علم الكون الذي صاغه برونو كان عبارة عن «أداة من أجل تطوير الوثنية أو مبدأ الربوبية الكلية».
انتقد اللاهوتي اللوثري أوتو كيرن التوكيدات الفضفاضة التي خرج بها وينشتاين حول كون كل من جون سكوتوس أريجينا وأنسلم من كانتربري ونيكولاس الكوزاني وجيوردانو برونو وموسى مندلسون وليسنغ جميعهم ربوبيين كليين أو ميالين إلى هذا الفكر.
بين عشرينيات وثلاثينيات القرن التاسع عشر، ظهرت الربوبية الكلية بعض الشيء في إيطاليا. في كل من عامي 1832 و1843، نشر كل من أنجيلو أجاني وجيوفاني سيلفستري بعد وفاتهم موعظات ألقاها الأب الإيطالي فيليبو نانيتي دي بيبوالانو (1759 - 1829)، والذي اعتبر الربوبية الكلية واحدة من المعتقدات التي أدانها، ملقيًا باللوم على كل من اليهود والمسلمين والجنتاليين والانشقاقيين والمهرطقين والربوبيين والأرواح المضطربة التي لا تهدأ. انتقد نانيتي لاحقًا الربوبية الكلية، بقوله: «أنت، أيها الربوبي الكلي! القوانين التي تحكم الكون مشروطة وقابلة للتغيير، وليست كائنًا عبارة عن مجرد مادة ذات قوة تسوقها الحركات والتطورات».